# 雷蒙德·庫勒曼斯
雷蒙德·庫勒曼斯（Raymond Ceulemans，1937年7月12日—），比利時利爾人，為三顆星撞球選手。他曾經贏得35個世界冠軍，48個歐洲冠軍，61個全國冠軍，在三顆星撞球界裡長期獨霸的程度，恐怕沒有其他任何一項運動能與之比擬，因而被譽為「一百分先生」。
2001年，他獲選進入美國撞球協會的名人堂，是少數幾位非美國人而獲此榮譽者之一。2003年10月，比利時國王阿爾貝二世頒給他騎士的榮銜，以褒獎他一生的成就。

## 早期生涯
庫勒曼斯七歲就開始在他父親的咖啡館打撞球。他也喜歡在當地的足球俱樂部裡踢球。雖然他是一位不錯的中場球員，也曾在1958年被比斯查足球俱樂部發掘，但後來仍決定停止踢足球，轉而專注於撞球運動。

## 職業生涯
1961年，23歲的庫勒曼斯贏得他的第一個全國三顆星冠軍。1962年，他更上一層樓，贏得他的第一個歐洲三顆星錦標賽冠軍，平均每桿得1.159分。隔年，他在世界三顆星錦標賽贏得他的第一個世界冠軍，平均每桿得1.307分。他連續贏得11次該項比賽的冠軍，直到1974年，才被日本名將小林伸明給拉下馬而僅獲亞軍。
他是第一位平均每桿得分超過1.500與2.000的三顆星選手。
1986年，庫勒曼斯贏得在法國巴黎舉行的首屆BWA世界三顆星錦標賽冠軍。1998年，他在職業比賽中打出單桿28分的佳績，與另一位日本名將小森純一共同保持當時的世界紀錄。
庫勒曼斯曾經贏得23次歐洲三顆星錦標賽冠軍，並19次衛冕成功。他也曾贏得24次世界三顆星錦標賽冠軍，包括21次UMB的比賽及3次BWA的比賽。在這些比賽中，他16次衛冕成功。
到了64歲高齡那一年，他在盧森堡擊敗馬可·薩內提，最後一次贏得UMB世界冠軍。

## 冠軍頭銜
- 世界三顆星錦標賽 (1963-1973, 1975-1980, 1985, 1990, 2001)
- BWA 世界三顆星錦標賽 (1986, 1987, 1990)
- 歐洲三顆星錦標賽 (1962-1972, 1974-1983, 1987, 1992)

## 外部連結
- 官方網站 （页面存档备份，存于）

| 體育角色                    | 體育角色                          | 體育角色                 |
| --------------------------- | --------------------------------- | ------------------------ |
| 前任： 阿多弗·蘇瑞茲·裴瑞特 | UMB世界三顆星錦標賽冠軍 1963-1973 | 繼任： 小林伸明          |
| 前任者： 小林伸明           | UMB世界三顆星錦標賽冠軍 1975-1980 | 繼任者： 魯多·狄里斯     |
| 前任者： 小林伸明           | UMB世界三顆星錦標賽冠軍 1985      | 繼任者： Avelino Rico    |
| 前任： 魯多·狄里斯          | UMB世界三顆星錦標賽冠軍 1990      | 繼任： 托比昂·布隆達爾   |
| 前任： 狄克·雅斯柏斯        | UMB世界三顆星錦標賽冠軍 2001      | 繼任： 馬可·薩內提       |
| 前任者： 無                 | BWA世界三顆星錦標賽冠軍 1986-1987 | 繼任者： 托比昂·布隆達爾 |
| 前任者： 魯多·狄里斯        | BWA世界三顆星錦標賽冠軍 1990      | 繼任者： 托比昂·布隆達爾 |
| 獎項                        |                                   |                          |
| 前任： 米歇爾·伯倫蒂爾      | 比利時年度最佳運動員 1978         | 繼任： 羅伯特·凡·得·瓦爾 |